# The Wholly Family
The (W)holly Family è un cortometraggio del 2011 scritto e diretto da Terry Gilliam e prodotto dalla azienda Garofalo.

## Produzione
L'azienda produce ogni anno un cortometraggio. Al regista/sceneggiatore Gilliam è stata lasciata completa libertà d'azione e di scrittura, e non gli è stato chiesto di inserire alcuna scena di carattere promozionale all'interno del film. Uniche condizioni poste sono state l'ambientazione a Napoli e che nel film non morisse nessuno. Gilliam con questo film ha voluto rendere omaggio a Napoli, città della quale ha dichiarato di essere innamorato. Nella sua prima visita lo avevano molto impressionato i presepi (che infatti sono un elemento centrale nel film) e il fatto che la città vivesse «secondo regole tutte sue».

## Distribuzione
Il film è stato messo in streaming sul sito della pasta Garofalo e distribuito in DVD, mentre in sala è stato proiettato solo in alcuni cinema d'Italia prima del film The Tree of Life di Terrence Malick.

## Riconoscimenti
Nel 2011 ha ricevuto l'European Film Award come "Miglior cortometraggio".